# Tyranneau gobemoucheron
Zimmerius vilissimus
Espèce
Statut de conservation UICN

 LC  : Préoccupation mineure
Le Tyranneau gobemoucheron (Zimmerius vilissimus) est une espèce de passereaux de la famille des Tyrannidae.

## Description
Le Tyranneau gobemoucheron a le dessus contrasté olive et noir avec le front et l'œil strié de blanc. Le dessous est gris clair avec les flancs et l'abdomen teintés de jaune. Les ailes sont sombres bordurées de jaune. Il mesure environ 10 cm.

## Répartition
Son aire s'étend à travers l'État de Chiapas, le Guatemala, l'El Salvador et le sud du Bélize.

## Habitat
Cette espèce fréquente les forêts humides des basses terres.

## Alimentation
Le Tyranneau gobemoucheron, bien que son nom le laisserait supposer, se nourrit essentiellement de baies de gui et très peu d'insectes.

## Nidification
Cet oiseau pond dans un nid en forme de dôme avec un côté ouvert.